# Eurycea wilderae
Espèce
Synonymes
- Eurycea bislineata wilderae Dunn, 1920

Statut de conservation UICN

 LC  : Préoccupation mineure
Eurycea wilderae est une espèce d'urodèles de la famille des Plethodontidae.

## Répartition
Cette espèce est endémique du sud des Appalaches aux États-Unis. Elle se rencontre :
- dans l'ouest de la Virginie ;
- dans l'est du Tennessee ;
- dans l'ouest de la Caroline du Nord ;
- dans l'ouest de la Caroline du Sud ;
- dans le nord de la Géorgie.

Sa présence est incertaine dans le nord de l'Alabama.

## Étymologie
Cette espèce est nommée en l'honneur d'Inez Luanne Whipple Wilder (1871-1929).

## Publication originale
- Dunn, 1920 : Some reptiles and amphibians from Virginia, North Carolina, Tennessee and Alabama. Proceedings of the Biological Society of Washington, vol. 33, p. 129-138 (texte intégral).